# Sheree North
Sheree North (* 17. Januar 1932 in Los Angeles, Kalifornien, als Dawn Shirley Crang Bethel; † 4. November 2005 ebenda) war eine US-amerikanische Schauspielerin, Sängerin und Tänzerin.

## Leben
Die gebürtige Dawn Shirley Crang Bethel war ursprünglich Nachtclubtänzerin und sorgte dann auch in ihren ersten Filmen vor allem durch Tanzeinlagen für Aufsehen, besonders in How to be Very Popular (1954). Nachdem sie sich längere Zeit mit Fernsehrollen zufriedengeben musste, gelang ihr Ende der 1960er Jahre ein Comeback als Filmschauspielerin. In Thrillern wie Nur noch 72 Stunden (1967) und Der große Coup stellte sie komplexe, desillusionierte Frauentypen dar. In den späten 1990er Jahren spielte sie in der US-amerikanischen Sitcom Seinfeld die Mutter von Kramer, wodurch sein Vorname „Cosmo“ bekannt wurde. North war in mehr als 100 Film- und Fernsehproduktionen zu sehen.
1976 und 1980 wurde sie für den Emmy nominiert.
North war vier Mal verheiratet und hatte zwei Töchter.

## Filmografie (Auswahl)
- 1951: Gib Gas, Joe! (Excuse My Dust)
- 1953: Here Come the Girls
- 1954: Der sympathische Hochstapler (Living It Up)
- 1955: Meine Frau, der Leutnant (The Lieutenant Wore Skirts)
- 1956: Fanfaren der Freude (The Best Things in Life Are Free)
- 1957: Die Spur zum Gold (The Way to the Gold)
- 1957: Fenster ohne Vorhang (No Down Payment)
- 1958: Hölle, wo ist dein Schrecken (In Love and War)
- 1958: Blaue Nächte (Mardi Gras)
- 1963: Die Unbestechlichen (The Untouchables, Fernsehserie, Folge 4x13)
- 1964, 1966: Die Leute von der Shiloh Ranch (The Virginian, Fernsehserie, 2 Folgen)
- 1965, 1967: Auf der Flucht (The Fugitive, Fernsehserie, 2 Folgen)
- 1966: Big Valley (The Big Valley, Fernsehserie, Folge 2x09)
- 1968: Nur noch 72 Stunden (Madigan)
- 1968: Mannix (Fernsehserie, Folge 2x02)
- 1969: Immer Ärger mit den Mädchen (The Trouble with the Girls (and How to Get Into It))
- 1969: Die den Hals riskieren (The Gypsy Moths)
- 1971: Lawman
- 1971: Die Organisation (The Organization)
- 1972: Ein kleiner, aber tödlicher Fehler (Snatched, Fernsehfilm)
- 1972: Cannon (Fernsehserie, Folge 2x05)
- 1973: Kung Fu (Fernsehserie, Folge 1x14 Caine und der Spieler)
- 1973: Der große Coup (Charley Varrick)
- 1973: Die Straßen von San Francisco (The Streets of San Francisco, Fernsehserie, Folge 2x05)
- 1973: Revolte in der Unterwelt (The Outfit)
- 1974: Hec Ramsey (Fernsehserie, Folge 2x03)
- 1974: Kojak – Einsatz in Manhattan (Kojak, Fernsehserie, 2 Folgen)
- 1974: Hawaii Fünf-Null (Hawaii Five-O, Fernsehserie, Folge 7x02)
- 1974: Abenteuer der Landstraße (Movin’ On, Fernsehserie, 2 Folgen)
- 1974: Barnaby Jones (Fernsehserie, Folge 3x06)
- 1975: Der Mann ohne Nerven (Breakout)
- 1976: Der letzte Scharfschütze (The Shootist)
- 1977: Telefon
- 1977: Die Zwei mit dem Dreh (Switch, Fernsehserie, Folge 2x20)
- 1977: Baretta (Fernsehserie, Folge 3x22)
- 1978: Ja, lüg’ ich denn? (Rabbit Test)
- 1979: Kampf einer Mutter um ihr Kind (Portrait of a Stripper, Fernsehfilm)
- 1979: Boomer, der Streuner (Pilotfilm: Boomer’s Weihnachtsfest) als „Dorothy“
- 1980: Marilyn Monroe – Eine wahre Geschichte (Marilyn: The Untold Story, Fernsehfilm)
- 1980–1981: Ach du lieber Vater (I’m a Big Girl Now, Fernsehserie, 5 Folgen)
- 1983: Legs – Dancing Rocketts (Legs, Fernsehfilm)
- 1984: Aufs Kreuz gelegt (Scorned and Swindled, Fernsehfilm)
- 1984: Magnum (Magnum, P.I., Fernsehserie, Folge 4x16 Ein Schrecken kehrt zurück)
- 1985: Trapper John, M.D. (Fernsehserie, Folge 6x18)
- 1985, 1989: Golden Girls (The Golden Girls, Fernsehserie, 2 Folgen)
- 1986: Matlock (Fernsehserie, 2 Folgen)
- 1987: Mord ist ihr Hobby (Murder, She Wrote, Fernsehserie, Folge 3x18)
- 1988: Maniac Cop
- 1989: Hunter (Fernsehserie, Folge 6x08)
- 1990: Cold Dog – Zur Hölle mit dem Himmelhund (Cold Dog Soup)
- 1991: Wehrlos (Defenseless)
- 1995, 1998: Seinfeld (Fernsehserie, zwei Folgen)
- 1998: Susan’s Plan